# Kniha roku Lidových novin 2016

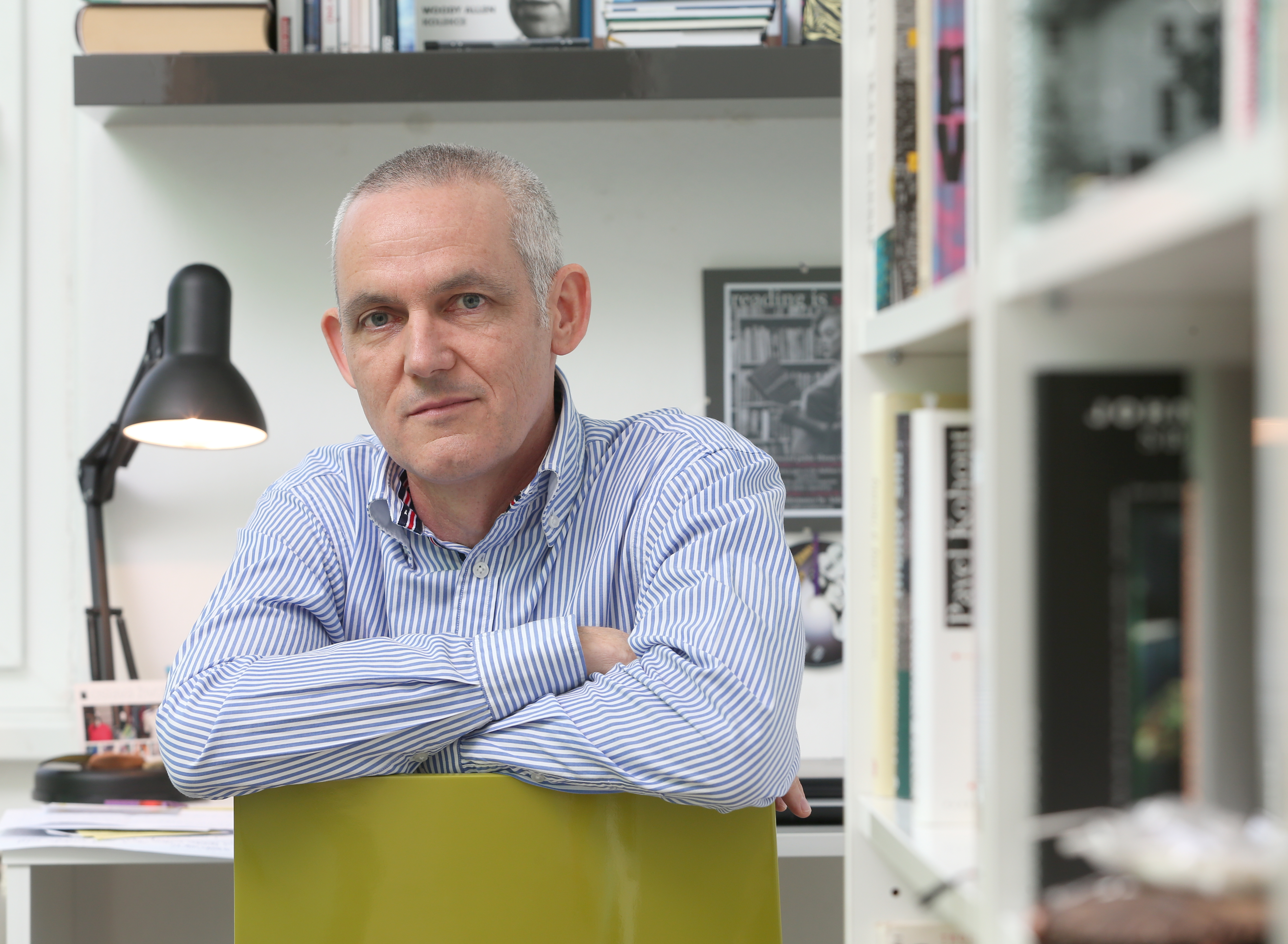
Jiří Hájíček

Kniha roku Lidových novin 2016 je 26. ročník od obnovení ankety Lidových novin o nejzajímavější knihu roku. Do ankety jsou také započítány hlasy pro knihy vydané koncem roku 2015. Lidové noviny oslovily kolem 400 respondentů, hlasovalo jich 208. Uzávěrka byla 30. listopadu 2016, výsledky vyšly ve speciální příloze novin v sobotu 17. prosince 2016.
V anketě zvítězil román Dešťová hůl Jiřího Hájíčka se 17 hlasy.

## Výsledky
1. Jiří Hájíček: Dešťová hůl – 17 hlasů
2. Milan Kundera: Život je jinde – 10 hlasů
3. Antoine Marès: Edvard Beneš – Drama mezi Hitlerem a Stalinem, překlad Helena Beguivinová – 9 hlasů
4.–6. Ladislav Heryán: Exotem na této zemi – 7 hlasů
4.–6. Miloš Doležal: Krok do tmavé noci – 7 hlasů
4.–6. Petr Stančík: Andělí vejce – 7 hlasů
7.–10. Zuzana Brabcová: Voliéry – 6 hlasů
7.–10. Ivan Martin Jirous, Juliana Jirousová: Ahoj můj miláčku. Vzájemná korespondence z let 1977–1989 – 6 hlasů
7.–10. Miloslav Topinka: Probouzení – 6 hlasů
7.–10. Tereza Boučková: Život je nádherný – 6 hlasů
11.–16. Aleš Palán: Ratajský les – 5 hlasů
11.–16. Arthur Koestler: Šíp do nebe, překlad Petruška Šustrová – 5 hlasů
11.–16. Bianca Bellová: Jezero – 5 hlasů
11.–16. Guilermo Cabrera Infante: Tři truchliví tygři, překlad Anežka Charvátová – 5 hlasů
11.–16. Henry Kissinger: Uspořádání světa, překlad Martin Pokorný – 5 hlasů
11.–16. Zdeněk Drozda: Kosí hnízdo – 5 hlasů